# Руси у Дагестану
Руси у Дагестану су према резултатима пописа из 2002. године, шести народ по бројности у Републици Дагестан, то јесте осми према попису из 2010. године. Број Руса у Дагестану износи 104.020 људи, или 3,57% становништва, док више од 80% Руса живи у градовима, иако је укупна урбана популација Дагестана мања од 50%.

## Историјат
Прво руско насеље на територији модерне Републике Дагестан била је тврђава Терки (Терски), основана 1588-1589. године која се налазила на ушћу ријеке Терек. Након прикључења цјелокупне територије Дагестана у Руско царство 1813. године, руски становници су се појавили и на југу Терека. Од тада се руски језик почео ширити као језик међуетничке комуникације широм Дагестана и Трансаквазије.
Сеоска руска популација наставила је да се насељава у делте Терека, територију која дуго није била у саставу самог Дагестана. Велики број руских стручњака из других региона РСФСР-а стигао је у градове јужно од Терека у првим деценијама совјетске власти. Максимални удио у руској Републици Дагестан забиљежен је 1950. године, када је руски народ чинио 20,1% становништва Дагестана, што је било отприлике 213.800 људи. У то вријеме у Махачкали, удио Руса достигао је 60%, у Каспијску - 65,5%. Међутим мањи природни прираштај, урбанизација и напори планинских народа праћени са повећањем конкуренције на тржишту рада и образовања, довели су до повећања одлива миграције руске популације од касних 1960-их и брзо смањивање њеног учешћа у укупној популацији Дагестана. До почетка двадесет првог вијека само у граду Кизлијар (54%) и селу Комсополскиј (81%), руски народ је наставио да чини више од половине становништва. У градовима Махачкала и Каспијск удио је опао на 17-18% у градовима Оакс (16%) и Сулац (12%), руско присуство је такође видљиво, али константно опада. Удио Руса и Терских козака у граду Кизлиар смањен је са 83,00% током 1959. на 40,49% током 2010. години.
Према попису из 2010. године, само у селу Комсополскиј, Руси су чинили више од половине становништва то јесте 50,90%.